# 新鶴浦駅
新鶴浦駅（シナクポえき）は、咸鏡北道会寧市新鶴浦里にある、朝鮮民主主義人民共和国鉄道省咸北線と細川線の鉄道駅である。

## 概要
2面4線のホームを有しているが、対面ホームと島式ホームが1つ、残り1線はホームがない独特の構造である。駅舎側から2線は咸北線、残りの2線は、細川線である。細川線側には駅舎はない。
細川線の終着駅はかつて存在した会寧強制収容所の中にある。清津青年駅から107キロの位置にある。

## 隣の駅
朝鮮民主主義人民共和国鉄道省
咸北線
高嶺鎮駅 - 新鶴浦駅 - 鶴浦駅
細川線
新鶴浦駅 - 細川駅